# Aşağıgüneyse, Oğuzeli
Aşağı Güneyse là một xã thuộc huyện Oğuzeli, tỉnh Gaziantep, Thổ Nhĩ Kỳ. Dân số thời điểm năm 2011 là 40 người.